# Tom Barcal

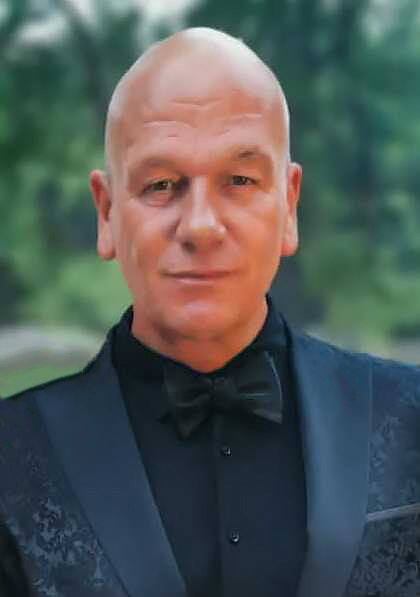
Tom Barcal (2022)

Thomas „Tom“ Werner Barcal (* 16. Juni 1964 in Duisburg) ist ein deutscher Schauspieler und Sänger.

## Leben
Tom Barcal ist der jüngste Sohn einer Hausfrau und eines Bergmannes. Von 1979 bis 1980 machte er eine Ausbildung im Bergbau Walsum zum Berg- und Maschinenmann und arbeitete bis 1998 im Bergwerk Prosper-Haniel in Bottrop. 1988 zog er von Duisburg nach Krefeld. Durch einen schweren Unfall wurde Barcal 1998 berufsunfähig. Es schlossen sich zwei Jahre Reha an.
Er entschloss sich zu einer beruflichen Neuorientierung: seine Schauspielausbildung absolvierte Barcal beim Kulturforum Alte Post. Schule für Kunst und Theater in Neuss. Er erhielt Kleinrollen, Episodenhauptrollen und Nebenrollen in Fernsehserien und Fernsehfilmen und stand für den englischen Film The Poet (2003, mit Jürgen Prochnow) und in dem amerikanischen Kinofilm Tor zum Himmel (2003, mit Udo Kier) vor der Kamera.
Bekannt wurde er durch seine Rolle als Marc (Keule) Schneider in der RTL-Serie Alles was zählt, in der er von 2006 bis 2011 mitspielte. Seine erste Langfilm-Hauptrolle hatte er im Kinofilm Schwarz Null, der im Juni 2009 Premiere hatte. Im Hollywoodfilm Euro Club spielte Barcal 2016 eine Nebenrolle. Barcal spielt außerdem in der vom SWR für das Medienangebot funk produzierten Dramedy-Serie Patchwork Gangsta neben Katy Karrenbauer den Bösewicht Igor Drakov.
Neben seiner Tätigkeit als Schauspieler tritt Barcal auch als Sänger auf und veröffentlichte bis 2022 sieben CDs.
Er engagiert sich auch sozial und im Rahmen von Benefizveranstaltungen, beispielsweise als Botschafter der Organisation Hilfe für verletzte Kinder-Seelen e. V. Für sein Engagement wurde er mehrfach ausgezeichnet.
Barcals erste Ehe wurde 1996 geschlossen, der gemeinsame Sohn im gleichen Jahr geboren. Die Ehe ging 1998 auseinander und wurde 2000 geschieden. Seit 2021 ist Barcal mit der Sängerin Stefanie Black verheiratet.
Zeitweise hatte Tom Barcal erhebliche finanzielle Schwierigkeiten und war deshalb Protagonist eines am 20. Mai 2018 ausgestrahlten Promi-Spezials von Raus aus den Schulden.

## Filmografie
Kinofilme 
- 2002: The Poet – Regie: Paul Hills
- 2002: Tor zum Himmel – Regie: Veit Helmer
- 2004: Spielgefährten – Freunde fürs Leben – Regie: Matthias Heuser
- 2009: 24 h Marrakech – Die andere Welt – Regie: David Mohammed Oumai
- 2013: Kreuzungen – Regie: Dustin Steinkühler
- 2014: Die Krone von Arkus – Regie: Franziska Pohlmann
- 2015: Euro Club – Regie: Ali Zamani
- 2015: Ohne Konsequenz – Regie: Julia Küpers

 TV-Filme 
- 2002: Lottoschein ins Glück – Regie: Dirk Regel
- 2005: Tatort: Das ewig Böse – Regie: Rainer Matsutani
- 2006: Crazy Race 3 – Regie: Axel Sand
- 2006: Nicht ohne meine Schwiegereltern – Regie: Martin Gies
- 2007: Wilsberg: Unter Anklage

 TV-Serien 
- 2006–2011: Alles was zählt – als Marc (Keule) Schneider – Regie: Annette Herre
- 2019: Patchwork Gangsta

 Musikvideos 
- 2007: Yoomiii – Gimme Gimme Gimme – Regie: Marc Feuerstake
- 2008: Andrew Spencer vs. Lazard – Here Without You – Regie: Marc Feuerstake
- 2008: T-LA – Schlampe
- 2011: Eko Fresh – Köln – Kalk – Ehrenmord
- 2011: Eko Fresh & Nino De Angelo – Jenseits von Eden
- 2011: Tom Barcal – Hero – Einlaufhymne Björn Blaschke
- 2015: Tom Barcal – Oh wie wohl ist mir
- 2016: Tom Barcal – Some Broken
- 2020: Tom Barcal – In guten und in schlechten Zeiten

## Diskografie
- 2011: Hero – Boxhymne Björn Blaschke, Single
- 2013: Auf Erden, Single
- 2013: Mein Kind, Single
- 2015: Some Broken Hearts Never Mend, Single
- 2015: Oh wie wohl ist mir, Single
- 2016: Als ich dich sah
- 2020: Sie ist wie die Sonne (Mixmaster JJ Fox Mix)
- 2020: In guten und in schlechten Zeiten, Fiesta records

## Hörspiele
- 2004: Mystery and Crime 2
- 2011: Rot oder Braun
- 2015: Das Interview

## Auszeichnungen
- 2005: Rebel’s Art – Hessischer Nachwuchspreis – 1. Platz[1]
- 2008: Aufnahme in die „Signs of Fame“ des Fernweh-Parks für seine Rolle Keule aus der Serie Alles was zählt[7]
- 2013: Aimy Award 2013 für soziales Engagement[8]
- 2019: Emy-Lauffs-Preis 2019 für soziales Engagement[9]
- Nominierung 2014: Max-Ophüls-Filmfestival für den Film „Kreuzungen“[10]